# 馬利納灣

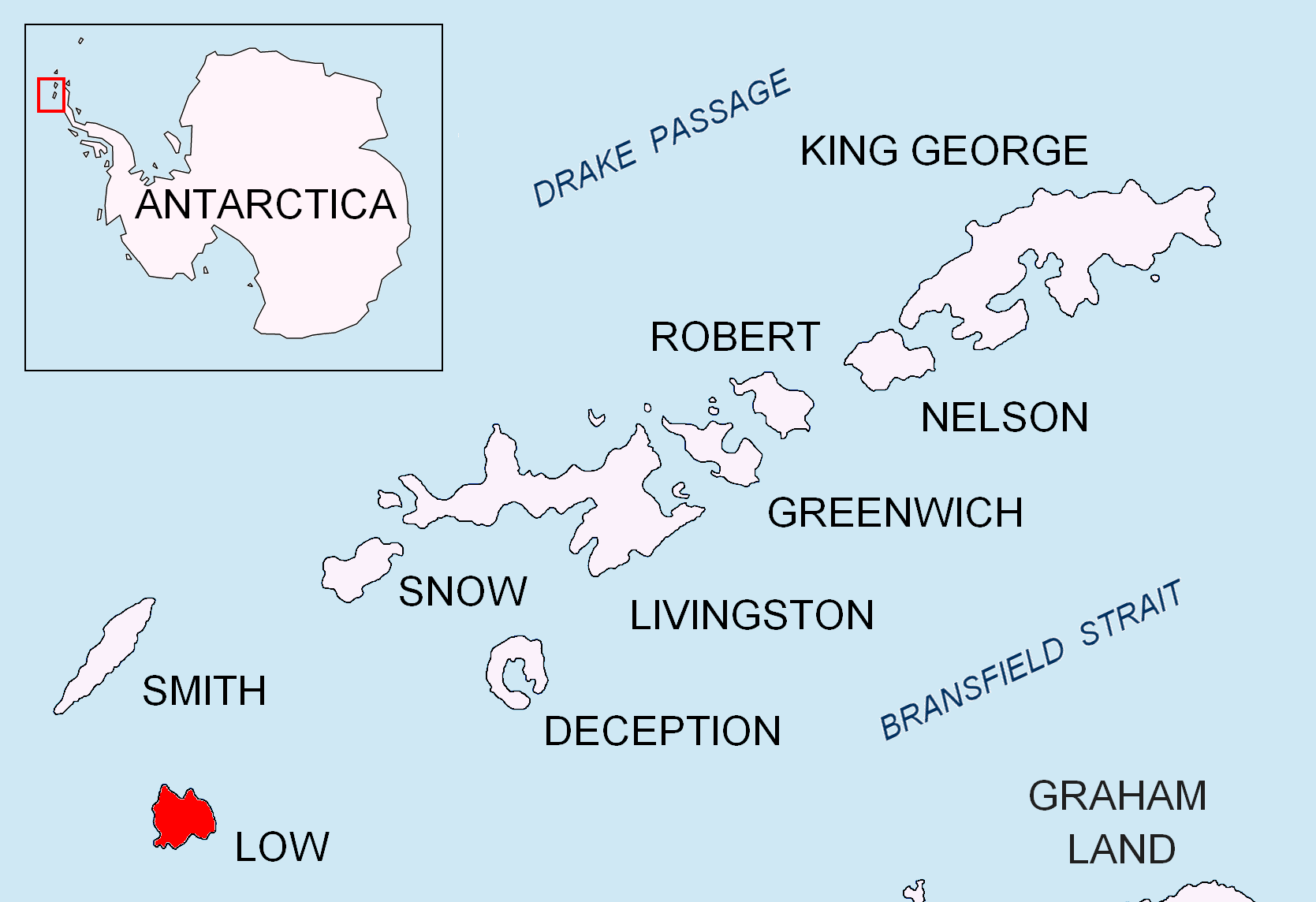

馬利納灣（Malina Cove），是南極洲的海灣，位於南設得蘭群島的洛島西岸，處於特舍爾灣以南、華萊士角以南8.2公里和加里角以北6.6公里，長1.25公里、寬1.65公里，入口處在詹姆森角和烏戈雷列茨角之間，現時由南極條約體系管理。
63°18′13″S 62°14′35″W / 63.30361°S 62.24306°W